# Heinz Benzenstadler
Heinz Benzenstadler (* 1944 in Linz) ist ein österreichischer Autor.

## Leben und Wirken
Benzenstadtler war nach dem Besuch der Volks- und Hauptschule und der Lehrerbildungsanstalt zuerst außerhalb von Linz als Hauptschullehrer, dann an einem Linzer Gymnasium tätig. Schließlich war er Leiter des Studios für Musik. 1974 übersiedelte er nach Wien und begann, sich schriftstellerisch zu betätigen. Nach 15 Jahren kehrte er allerdings zu seinen Wurzeln zurück.
Neben seiner Beschäftigung als Autor hält er Lesungen, tritt als Kabarettist auf und ist auch für diverse Kulturorganisationen tätig. Benzenstadler veröffentlichte sowohl Sachbücher als auch Jugendbücher, Romane und Mundart-Gedichtbände.

## Veröffentlichungen (Auswahl)
- Wien ist anders, Wien ist ganz anders. Verlag Jugend & Volk, 1989
- Ansichten und Einsichten. Verlag Ernst Denkmayr, 2001

- 2003: Die Feuerwehr in Linz (im Auftrag der Stadt Linz), 2003

- Na dann lachen's doch. Stadtteilgeschichte (Linz, Neue Heimat) in Anekdoten, WIKUL, 2004
- Tiere sind auch nur... Verse und Fotos, Bildband, 2006
- Die Ösi-Saga. Roman, Edition Winterwork, Grimma 2007
- Des Satans rote Rosen. Roman, Edition Winterwork, Grimma 2008, ISBN 978-3-940167-66-8
- Ein Kamel zum Küssen. Roman, Edition Winterwork, 2012, ISBN 978-3-86468-246-9
- Alle lieben Mörder. Von dunklen Gestalten, schwarzen Gedanken und schaurigen Orten. Edition Winterwork, 2013, ISBN 978-3-86468-552-1
- Aber schön war es doch... Geschichten aus der schlechten alten Zeit. Edition Winterwork, 2015, ISBN 978-3-96014-027-6

### Mundart-Gedichtbände
- Kraut und Ruam. Martini Verlag Wien, 2000
- Der Herr und sei' G’scher. Empirie Verlag Wien, 2003

### Jugendbücher
- MGFRXL – Der Fremde. Edition Nove, 2006, ISBN 3-902528-34-6
- MGFRXL 2 – Die große Reise. Edition Winterwork, Grimma 2007, ISBN 978-3-940167-16-3
- Himmelgrün und Erbsenblau, Geschichten aus Kalafatien. Edition Winterwork, 2010, ISBN 978-3-942150-83-5